# 卡洛斯·里维拉
卡洛斯·里维拉（西班牙語：Carlos Augusto Rivera Guerra，1986年3月15日—），墨西哥演员和歌手。出身于瓦曼特拉。

## 唱片目录

### 录音室专辑
- 2013年：本来不存在
- 2016 年： 我相信
- 2018年：战争

## 旅游
- 不存在的巡演（2014-2015）
- Yo Creo Tour（2016-2018）
- 战争之旅（2018-2020）

## 剧院
- 亲我很多（墨西哥，2006 年）
- 性高潮，喜剧（墨西哥，2008 年）
- 美女与野兽 （墨西哥，2008）
- 妈妈咪呀！ （墨西哥，2009 年）
- 狮子王 （西班牙，2011）
- 狮子王 （墨西哥，2015 年）

## 电视
- The Academy  ...（参与者“Winner”，墨西哥真人秀，2004）
- 明星挑战  ...（参加“第六名”，墨西哥真人秀，2006）
- La Voz Kids  ...（Malú 顾问，西班牙真人秀，2014 年）
- 秘密旅馆  ...（2016 年墨西哥电视剧联合主演）
- First Dates  ... 嘉宾（Cuatro，节目，2016）。
- Beat to the heart  ...（特别表演，阿根廷电视剧，2018）。
- 面具是谁？  ...（法官，墨西哥真人秀，2019 年）。
- La Voz ... México  ...（教练，墨西哥真人秀，2018 年）。
- La Voz  ...（Laura Pausini 顾问，西班牙真人秀，2020 年）
- 面具是谁？ 2  ...（法官，墨西哥真人秀，2020 年）。